# Claromecó

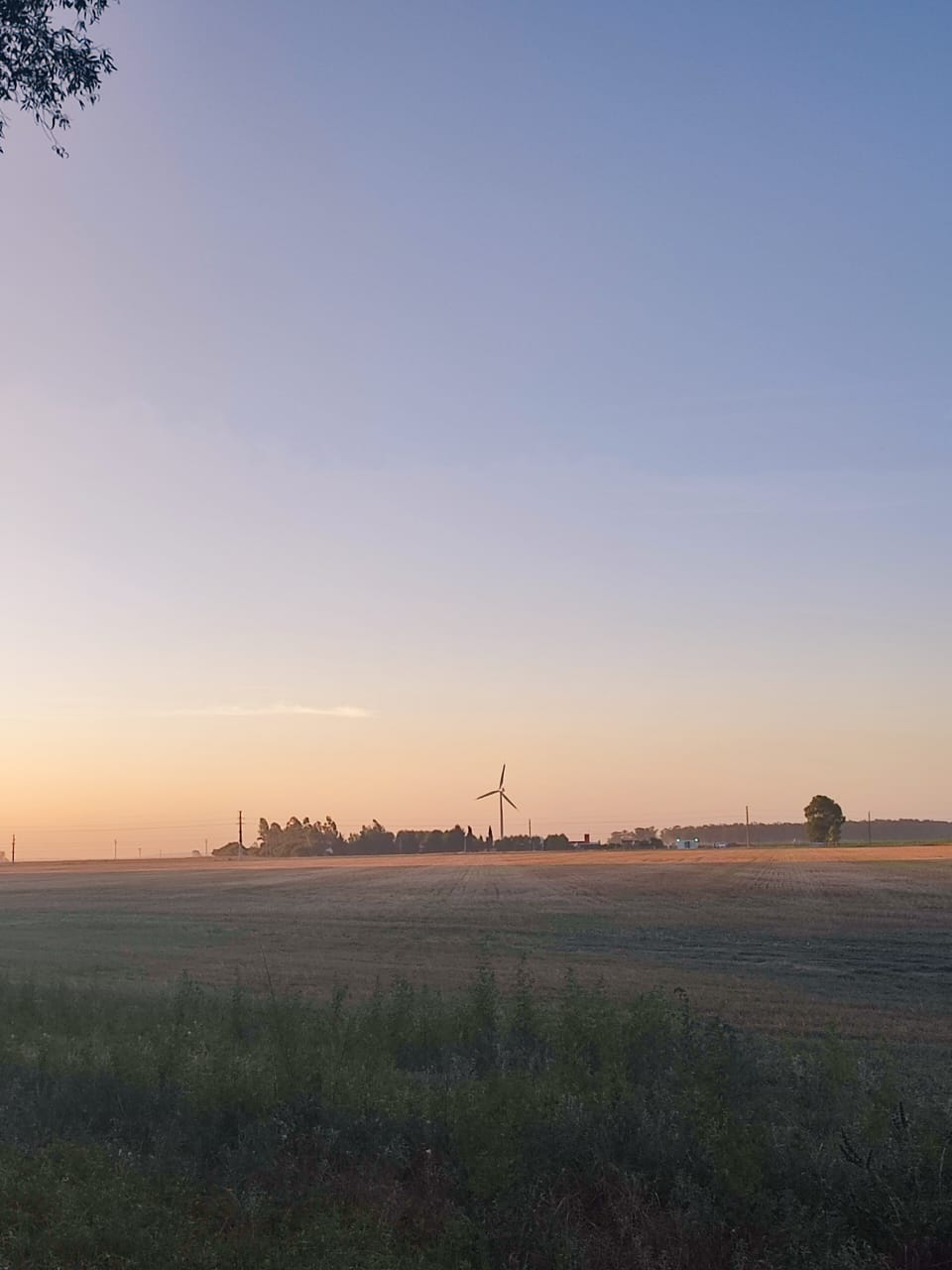
Vista al molino eólico de Claromecó desde el Vivero

Claromecó es una localidad balnearia y principal polo turístico del partido de Tres Arroyos, ubicado en la zona costera de la provincia de Buenos Aires, Argentina.

## Población
Cuenta con 2442 habitantes (Indec, 2022), lo que representa un incremento del 17,3 % frente a los 2081 habitantes (Indec, 2010) del censo anterior. Incluye al Barrio-Parque Dunamar.

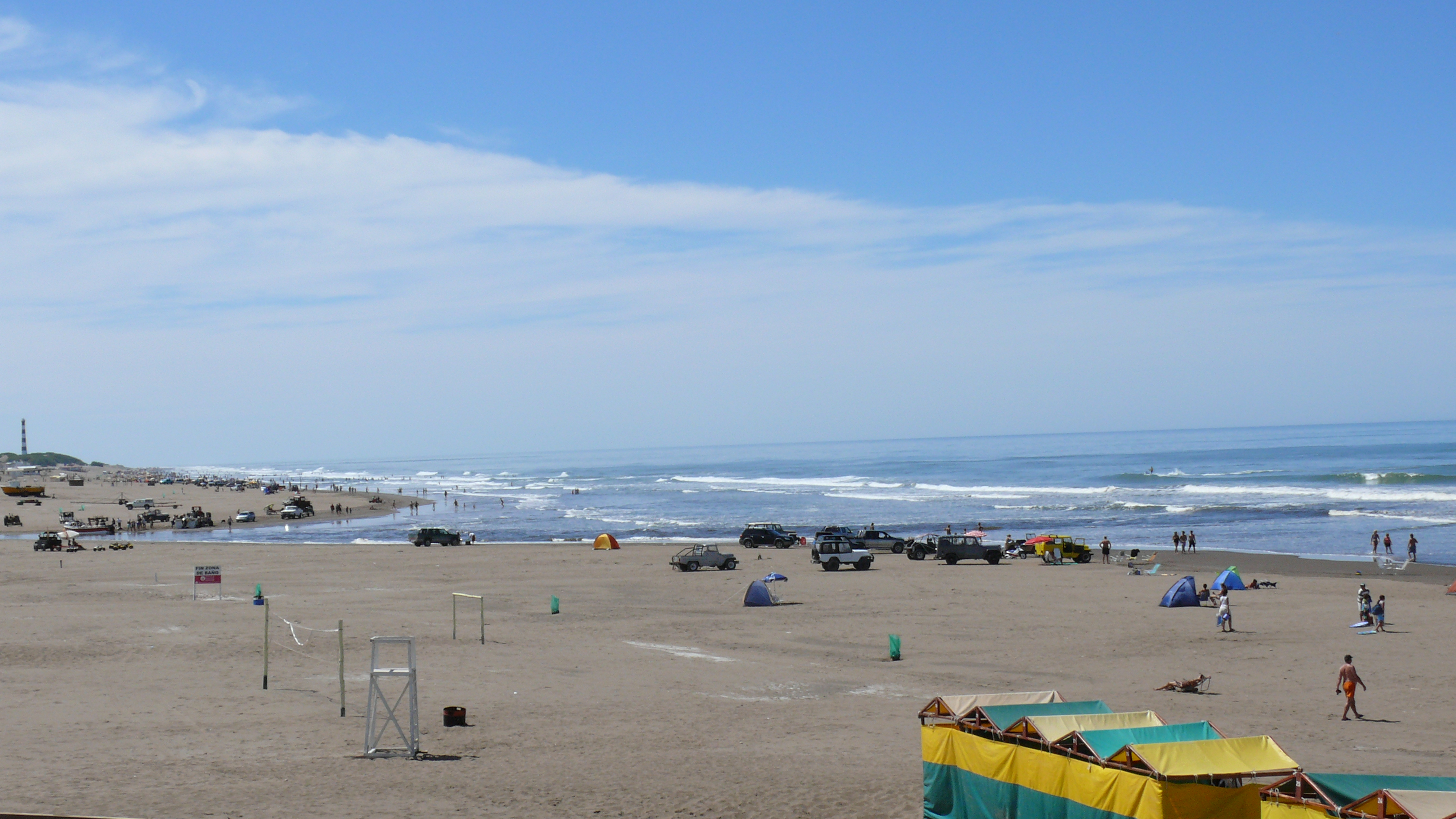
Vista panorámica de la costa

| Gráfica de evolución demográfica de Claromecó entre 1980 y 2022 |
|                                                                 |
| Fuentes: INDEC                                                  |

## Historia

### Fecha de fundación
El balneario Claromecó fue fundado oficialmente el 9 de noviembre de 1920.

### Toponimia
Dos acepciones aunque con el mismo origen mapuche, dicen: K'la-Rome-Kó, significa "triple agua", literalmente "tres arroyos", y en segundo término se descompone de la siguiente forma: Kula o K'la (tres), Rome (junquillo) y Kó (agua), querría decir "tres arroyos con junquillos".

### Primeros habitantes
La zona que ocupa el balneario fue en sus orígenes más remotos residencia de ciertas parcialidades tehuelches. A estos moradores paleolíticos según recientes estudios arqueológicos se les asigna una antigüedad de 13 milenios. Esta radicación fue realizada en forma discontinua dado el grado de evolución que caracteriza a estos grupos étnicos.
Se los clasifica en dos castas diferentes por su modo de vida: unos, labradores, cultivaban para alimentarse, y los otros cazadores; los primeros de carácter relativamente sedentario, y los últimos errantes y nómades, que indudablemente es el grupo que pobló estas costas, mudando cuando escaseaba el alimento. Las excavaciones realizadas al sur del Arroyo Claromecó, muestran instrumentos de piedra y restos humanos, que denotan la existencia de un cementerio indígena. Esta cantidad y diversidad de elementos hallados denota la presencia de un grupo de residencia permanente que posiblemente realizaba sus cacerías por el litoral marítimo manteniendo su asiento en una toldería ubicada en la ribera del río.
Esta hipótesis del asentamiento se funda en las ventajas que caracterizan a la ecología regional, la suavidad del clima marítimo, la abundancia de pastos naturales, la permanente dotación de agua y las posibilidades ilimitadas de subsistencia a expensas de la caza. En condiciones de vida tan favorables es lógico que haya podido radicarse y perpetuarse pueblos de raigambre tehuelche que periódicamente emigraban desde la cordillera.

#### Comunidad danesa
Al igual que en las localidades cercanas de Tres Arroyos y San Cayetano, Claromecó ha sido influida por la llegada de inmigrantes de origen danés.

### Atracciones

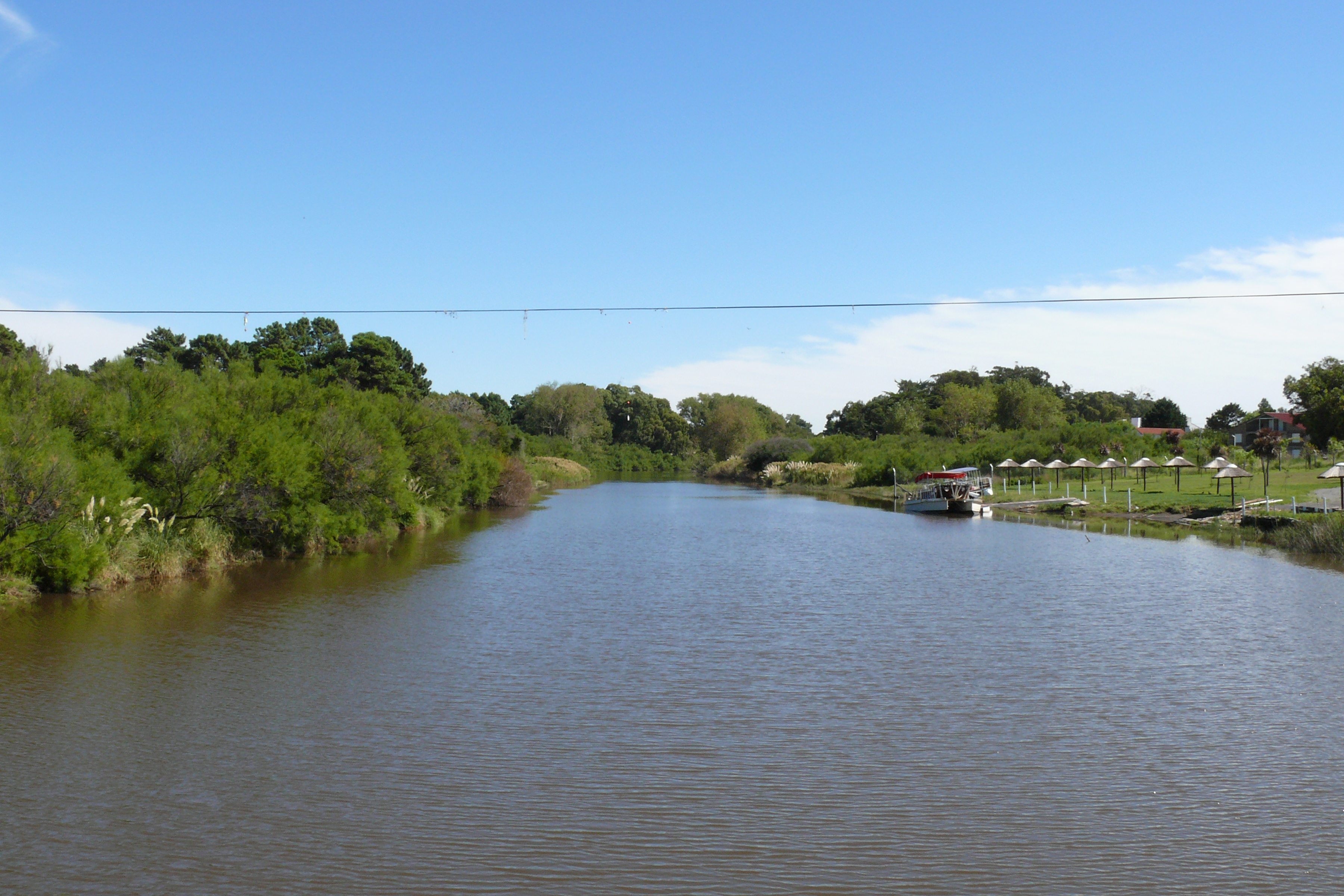
Arroyo Claromecó

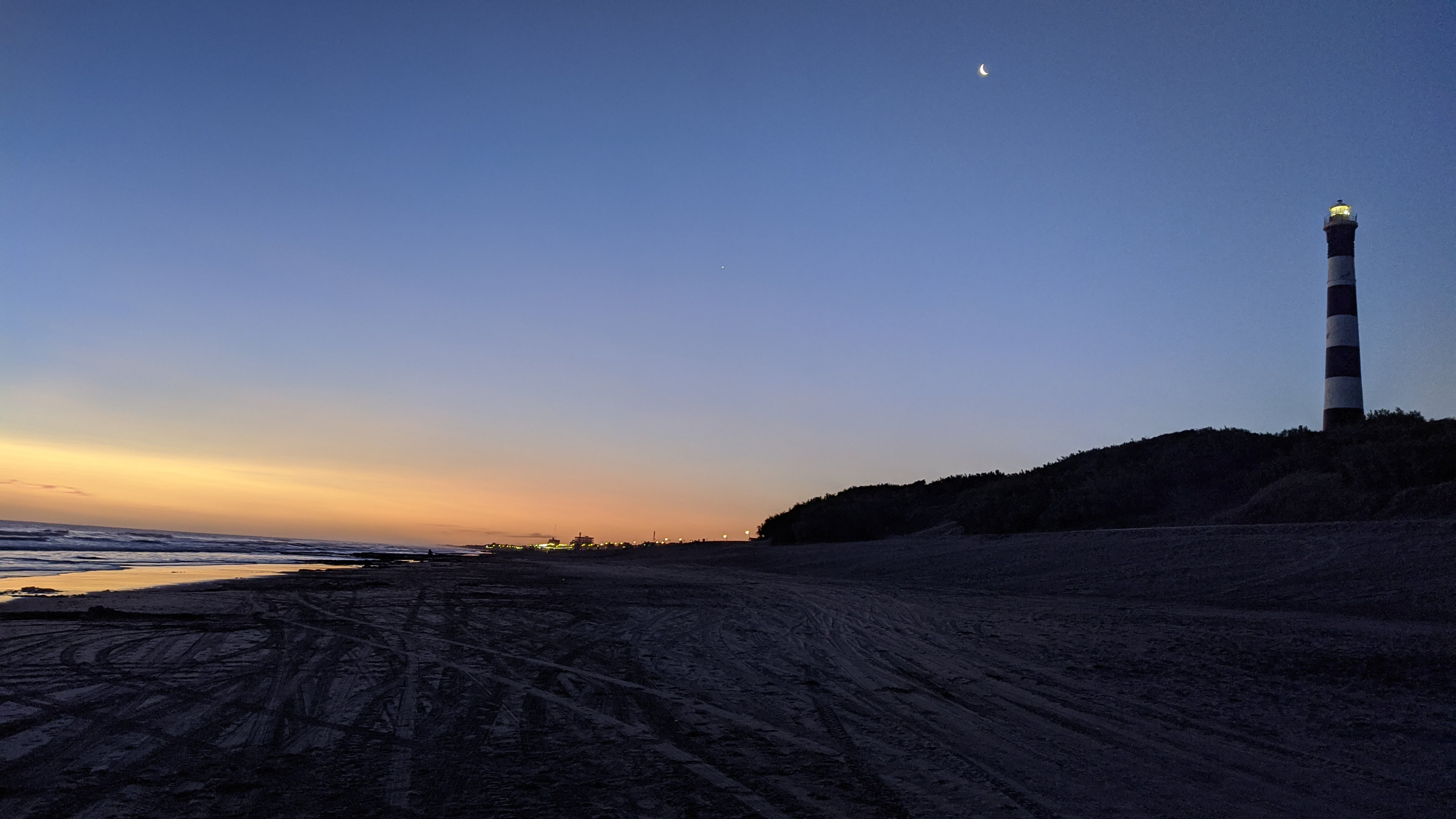
Vista panorámica nocturna de la playa

Cuenta con extensas playas con acceso para vehículos, aunque es limitado en zona balnearia, paseos a la vera del Arroyo Claromecó, recorrido turístico al Faro de la localidad, Excursiones al Caracolero y a la Ex Escuela Agrícola, Travesías 4x4 por la playa, avistaje y reconocimiento de aves y de plantas nativas y exóticas, y actividades de esparcimiento nocturno para niños, adolescentes y toda la familia. Entre ellas se pueden citar locales bailables, restaurantes, pubs, Espacio de Arte Quelaromecó con muestras de arte y shows, paseo de artesanos en la plaza del centro Luis Piedra Buena, Paseo de Productores Locales en el playón de la Ex Terminal frente a la plaza del centro, locales de videojuegos y amplia gama de sectores comerciales.

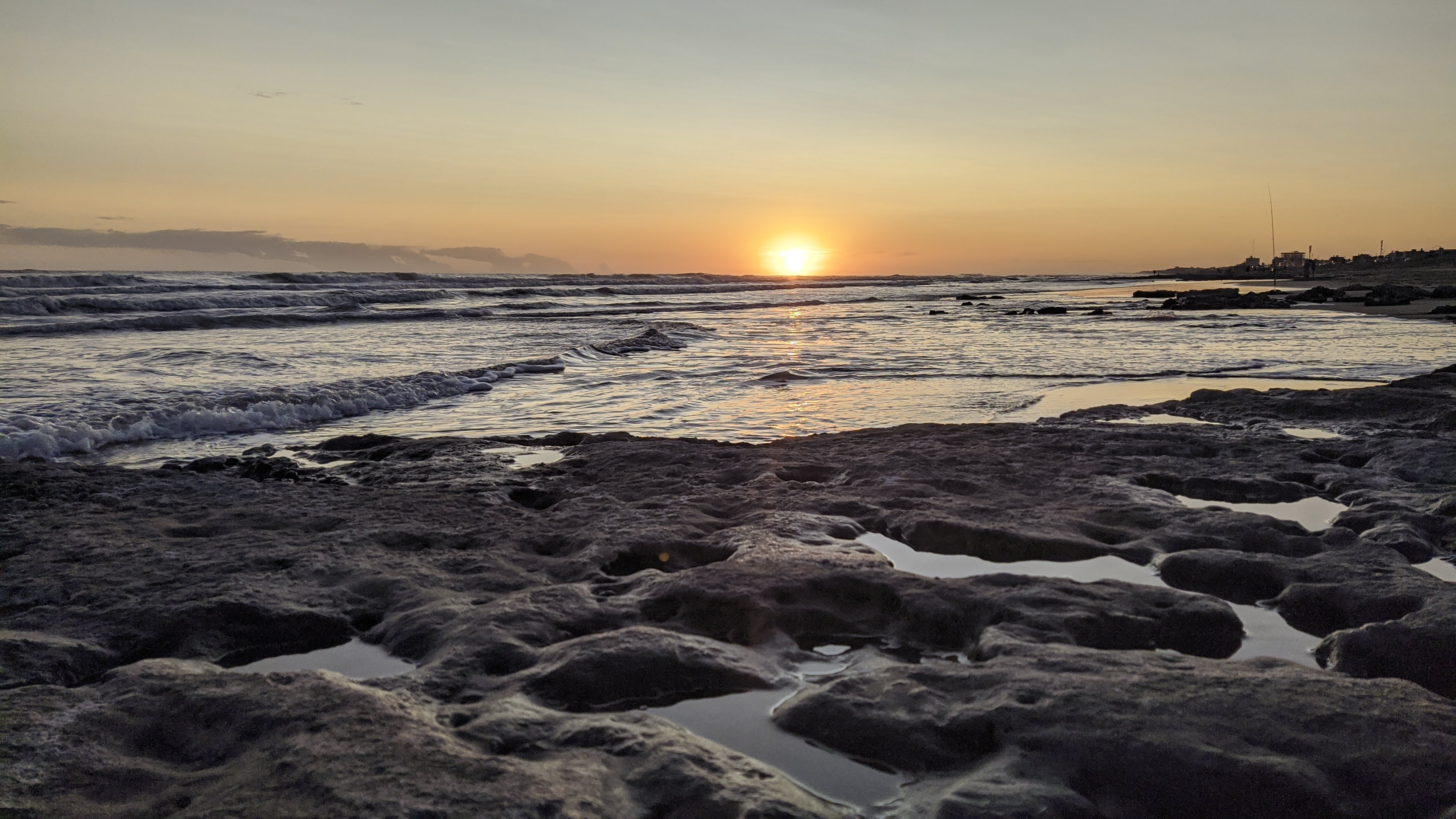
Playa de Claromecó

## Parroquias de la Iglesia católica en Claromecó
| Arquidiócesis | Bahía Blanca      |
| ------------- | ----------------- |
| Parroquia     | María Auxiliadora |